# انتخابات سراسری موریتانی (۲۰۱۹)
انتخابات سراسری موریتانی (انگلیسی: 2019 Mauritian general election) روز هفتم نوامبر ۲۰۱۹ برگزار می‌شود.

## نظام انتخاباتی
مجلس قانون‌گذاری دارای ۶۲ عضو برگزیده است که از ۲۰ حوزه انتخاباتی دارای سه کرسی و یک حوزه انتخاباتی دارای دو کرسی در (جزیره رودریگز) انتخاب می‌شوند. انتخابات با نظام رأی دسته‌جمعی انجام می‌شود و رای‌دهندگان آرای خود را به کرسی‌های موجود در هر حوزه‌های انتخاباتی می‌دهند.
علاوه بر اعضای منتخب، کمیسیون نظارت بر انتخابات قدرت تعیین هشت عضو دیگر را دارد. اعضای اضافی برای برقراری تعادل در بین نمایندگان پارلمان از میان نامزدهای ناموفقی  انتخاب می‌شوند که بیشترین تعداد آرا را کسب کرده‌اند.